# ATP-seizoen 1995
Het ATP-seizoen in 1995 bestond uit de internationale tennistoernooien, die door de ATP en ITF werden georganiseerd in het kalenderjaar 1995.
Het speelschema omvatte:
- 81 ATP-toernooien, bestaande uit de categorieën:
  - ATP Mercedes-Benz Super 9: 9
  - ATP Championship Series: 11
  - ATP World Series: 58
  - Tennis Masters Cup: 2 (eindejaarstoernooi voor de 8 beste tennissers/dubbelteams)
  - World Team Cup: landenteamtoernooi, geen ATP-punten.
- 7 ITF-toernooien, bestaande uit de:
  - 4 grandslamtoernooien;
  - Grand Slam Cup; eindejaarstoernooi voor de 16 beste tennissers van de grandslamtoernooien
  - Davis Cup: landenteamtoernooi;
  - Hopman Cup: landenteamtoernooi voor gemengde tenniskoppels, geen ATP-punten.

In de onderstaande tabellen staat het overzicht van de ATP-toernooien, aangevuld met de grand slams en teamwedstrijden die niet door de ATP maar door de ITF worden georganiseerd.

## Legenda
| Grand Slams             |
| Tennis Masters Cup      |
| ATP Super 9             |
| ATP Championship Series |
| ATP World Series        |
| Toernooien voor teams   |

### Codering
De codering voor het aantal deelnemers.
128S/128Q/64D/32X
- 128 deelnemers aan hoofdtoernooi (S)
- 128 aan het kwalificatietoernooi (Q)
- 64 koppels in het dubbelspel (D)
- 32 koppels in het gemengd dubbel (X).

Alle toernooien worden in principe buiten gespeeld, tenzij anders vermeld.
RR = groepswedstrijden, (i) = indoor

## Speelschema

### Januari
| Week van              | Toernooi | Winnaar(s)                        | Finalist(en)                               | Uitslag finale        | Details |
| --------------------- | --- | --------------------------------- | ------------------------------------------ | --------------------- | ------- |
| 31 december           | Hopman Cup Perth, Australië ITF gemengd teamcompetitie hardcourt (i) - 8 teams RR                             | Duitsland Boris Becker Anke Huber | Oekraïne Andrej Medvedev Natalia Medvedeva | 2-1                   | details |
| 2 januari             | Australian Men's hardcourt Championships Adelaide, Australië ATP World Series $ 303.000 - hardcourt - 32S/16D | Jim Courier                       | Arnaud Boetsch                             | 6-2, 7-5              | details |
| 2 januari             | Australian Men's hardcourt Championships Adelaide, Australië ATP World Series $ 303.000 - hardcourt - 32S/16D | Jim Courier Patrick Rafter        | Byron Black Grant Connell                  | 7-6, 6-4              | details |
| 2 januari             | Qatar ExxonMobil Open Doha, Qatar ATP World Series $ 600.000 - hardcourt - 32S/16D                            | Stefan Edberg                     | Magnus Larsson                             | 7-6(4), 6-1           | details |
| 2 januari             | Qatar ExxonMobil Open Doha, Qatar ATP World Series $ 600.000 - hardcourt - 32S/16D                            | Stefan Edberg Magnus Larsson      | Andrej Olchovski Jan Siemerink             | 7-6, 6-2              | details |
| 9 januari             | Heineken Open Auckland, Nieuw-Zeeland ATP World Series $ 303.000 - hardcourt - 32S/16D                        | Thomas Enqvist                    | Chuck Adams                                | 6-2, 6-1              | details |
| 9 januari             | Heineken Open Auckland, Nieuw-Zeeland ATP World Series $ 303.000 - hardcourt - 32S/16D                        | Grant Connell Patrick Galbraith   | Luis Lobo Javier Sánchez                   | 6-4, 6-3              | details |
| 9 januari             | Jakarta Open Jakarta, Indonesië ATP World Series $ 303.000 - hardcourt - 32S/16D                              | Paul Haarhuis                     | Radomír Vašek                              | 7-5, 7-5              | details |
| 9 januari             | Jakarta Open Jakarta, Indonesië ATP World Series $ 303.000 - hardcourt - 32S/16D                              | David Adams Andrej Olchovski      | Ronald Agénor Shuzo Matsuoka               | 7-5, 6-3              | details |
| 9 januari             | Peters International Sydney, Australië ATP World Series $ 303.000 - hardcourt - 32S/16D                       | Patrick McEnroe                   | Richard Fromberg                           | 6-2, 7-6(4)           | details |
| 9 januari             | Peters International Sydney, Australië ATP World Series $ 303.000 - hardcourt - 32S/16D                       | Todd Woodbridge Mark Woodforde    | Trevor Kronemann David Macpherson          | 7-6, 6-4              | details |
| 16 januari 23 januari | Australian Open Melbourne, Australië Grand Slam $ 2.649.210 - hardcourt 128S/128Q/64D/32X                     | Andre Agassi                      | Pete Sampras                               | 4-6, 6-1, 7-6(6), 6-4 | details |
| 16 januari 23 januari | Australian Open Melbourne, Australië Grand Slam $ 2.649.210 - hardcourt 128S/128Q/64D/32X                     | Jared Palmer Richey Reneberg      | Mark Knowles Daniel Nestor                 | 6-3, 3-6, 6-3, 6-2    | details |
| 16 januari 23 januari | Australian Open Melbourne, Australië Grand Slam $ 2.649.210 - hardcourt 128S/128Q/64D/32X                     | Natallja Zverava Rick Leach       | Gigi Fernández Cyril Suk                   | 7-6(4), 6-7(3), 6-4   | details |

### Februari
| Week van              | Toernooi | Winnaar(s)                        | Finalist(en)                            | Uitslag finale                | Details |
| --------------------- | --- | --------------------------------- | --------------------------------------- | ----------------------------- | ------- |
| 3 februari 5 februari | Davis Cup (1e ronde)                                                                                        |                                   |                                         |                               | details |
| 6 februari            | Open 13 Marseille, Frankrijk ATP World Series $ 514.250 - hardcourt (i) - 32S/16D/                          | Boris Becker                      | Daniel Vacek                            | 6-7(2), 6-4, 7-5              | details |
| 6 februari            | Open 13 Marseille, Frankrijk ATP World Series $ 514.250 - hardcourt (i) - 32S/16D/                          | David Adams Andrej Olchovski      | Jean-Philippe Fleurian Rodolphe Gilbert | 6-1, 6-4                      | details |
| 6 februari            | Dubai Tennis Open Dubai, Verenigde Arabische Emiraten ATP World Series $ 1.014.250 - hardcourt - 32S/16D    | Wayne Ferreira                    | Andrea Gaudenzi                         | 6-3, 6-3                      | details |
| 6 februari            | Dubai Tennis Open Dubai, Verenigde Arabische Emiraten ATP World Series $ 1.014.250 - hardcourt - 32S/16D    | Grant Connell Patrick Galbraith   | Tomás Carbonell Francisco Roig          | 6-2, 4-6, 6-3                 | details |
| 6 februari            | Sybase Open San José, Verenigde Staten ATP World Series $ 303.000 - hardcourt (i) - 32S/16D                 | Andre Agassi                      | Michael Chang                           | 6-2, 1-6, 6-3                 | details |
| 6 februari            | Sybase Open San José, Verenigde Staten ATP World Series $ 303.000 - hardcourt (i) - 32S/16D                 | Jim Grabb Patrick McEnroe         | Alex O'Brien Sandon Stolle              | 3-6, 7-5, 6-0                 | details |
| 13 februari           | Kroger St. Jude Memphis, Verenigde Staten ATP Championship Series $ 683.000 - hardcourt (i) - 48S/24D       | Todd Martin                       | Paul Haarhuis                           | 7-6(2), 6-4                   | details |
| 13 februari           | Kroger St. Jude Memphis, Verenigde Staten ATP Championship Series $ 683.000 - hardcourt (i) - 48S/24D       | Jared Palmer Richey Reneberg      | Tommy Ho Brett Steven                   | 4-6, 7-6, 6-1                 | details |
| 13 februari           | Internazionali di Lombardia Milaan, Italië ATP Championship Series $ 689.250 - tapijt (i) - 32S/16D         | Jevgeni Kafelnikov                | Boris Becker                            | 7-5, 5-7, 7-6(6)              | details |
| 13 februari           | Internazionali di Lombardia Milaan, Italië ATP Championship Series $ 689.250 - tapijt (i) - 32S/16D         | Boris Becker Guy Forget           | Petr Korda Karel Novácek                | 6-2, 6-4                      | details |
| 20 februari           | Comcast U.S. Indoor Philadelphia, Verenigde Staten ATP Championship Series $ 589.250 - tapijt (i) - 32S/16D | Thomas Enqvist                    | Michael Chang                           | 0-6, 6-4, 6-0                 | details |
| 20 februari           | Comcast U.S. Indoor Philadelphia, Verenigde Staten ATP Championship Series $ 589.250 - tapijt (i) - 32S/16D | Jim Grabb Jonathan Stark          | Jacco Eltingh Paul Haarhuis             | 7-6, 6-7, 6-3                 | details |
| 20 februari           | Eurocard Open Stuttgart, Duitsland ATP Championship Series $ 2.125.000 - tapijt (i) - 32S/16D               | Richard Krajicek                  | Michael Stich                           | 7-6(4), 6-3, 6-7(6), 1-6, 6-3 | details |
| 20 februari           | Eurocard Open Stuttgart, Duitsland ATP Championship Series $ 2.125.000 - tapijt (i) - 32S/16D               | Grant Connell Patrick Galbraith   | Cyril Suk Daniel Vacek                  | 6-2, 6-2                      | details |
| 27 februari           | ABN AMRO World Tennis Tournament Rotterdam, Nederland ATP World Series $ 575.000 - tapijt (i) - 32S/16D     | Richard Krajicek                  | Paul Haarhuis                           | 7-6(5), 6-4                   | details |
| 27 februari           | ABN AMRO World Tennis Tournament Rotterdam, Nederland ATP World Series $ 575.000 - tapijt (i) - 32S/16D     | Martin Damm Anders Järryd         | Tomás Carbonell Francisco Roig          | 6-3, 6-2                      | details |
| 27 februari           | Tennis Channel Open Scottsdale, Verenigde Staten ATP World Series $ 303.000 - hardcourt - 32S/16D           | Jim Courier                       | Mark Philippoussis                      | 7-6(2), 6-4                   | details |
| 27 februari           | Tennis Channel Open Scottsdale, Verenigde Staten ATP World Series $ 303.000 - hardcourt - 32S/16D           | Trevor Kronemann David Macpherson | Luis Lobo Javier Sánchez                | 4-6, 6-3, 6-4                 | details |
| 27 februari           | Abierto Mexicano Telcel Mexico, Mexico ATP World Series $ 305.000 - gravel- 32S/16D                         | Thomas Muster                     | Fernando Meligeni                       | 7-6(4), 7-5                   | details |
| 27 februari           | Abierto Mexicano Telcel Mexico, Mexico ATP World Series $ 305.000 - gravel- 32S/16D                         | Javier Frana Leonardo Lavalle     | Marc-Kevin Goellner Diego Nargiso       | 7-5, 6-3                      | details |

### Maart
| Week van          | Toernooi                                                                                            | Winnaar(s)                     | Finalist(en)                     | Uitslag finale      | Details |
| ----------------- | --------------------------------------------------------------------------------------------------- | ------------------------------ | -------------------------------- | ------------------- | ------- |
| 6 maart           | Copenhagen Open Kopenhagen, Denemarken ATP World Series $ 203.000 - tapijt (i) - 32S/16D            | Martin Sinner                  | Andrej Olchovski                 | 6-7(3), 7-6(8), 6-3 | details |
| 6 maart           | Copenhagen Open Kopenhagen, Denemarken ATP World Series $ 203.000 - tapijt (i) - 32S/16D            | Mark Keil Peter Nyborg         | Guillaume Raoux Greg Rusedski    | 6-7, 6-4, 7-6       | details |
| 6 maart           | Newsweek Champions Cup Indian Wells, Verenigde Staten ATP Super 9 $ 1.550.000 - hardcourt - 56S/28D | Pete Sampras                   | Andre Agassi                     | 7-5, 6-3, 7-5       | details |
| 6 maart           | Newsweek Champions Cup Indian Wells, Verenigde Staten ATP Super 9 $ 1.550.000 - hardcourt - 56S/28D | Tommy Ho Brett Steven          | Gary Muller Piet Norval          | 6-4, 7-6            | details |
| 13 maart          | St. Petersburg Open Sint-Petersburg, Rusland ATP World Series $ 300.000 - tapijt(i) - 32S/16D       | Jevgeni Kafelnikov             | Guillaume Raoux                  | 6-2, 6-2            | details |
| 13 maart          | St. Petersburg Open Sint-Petersburg, Rusland ATP World Series $ 300.000 - tapijt(i) - 32S/16D       | Martin Damm Anders Järryd      | Jakob Hlasek Jevgeni Kafelnikov  | 6-4, 6-2            | details |
| 13 maart 20 maart | Lipton Championships Key Biscayne, Verenigde Staten ATP Super 9 $ 2.250.000 - hardcourt - 96S/48D   | Andre Agassi                   | Pete Sampras                     | 3-6, 6-2, 7-6(3)    | details |
| 13 maart 20 maart | Lipton Championships Key Biscayne, Verenigde Staten ATP Super 9 $ 2.250.000 - hardcourt - 96S/48D   | Todd Woodbridge Mark Woodforde | Jim Grabb Patrick McEnroe        | 6-3, 7-6            | details |
| 20 maart          | Grand Prix Hassan II Casablanca, Marokko ATP World Series $ 203.000 - gravel - 32S/16D              | Gilbert Schaller               | Albert Costa                     | 6-4, 6-2            | details |
| 20 maart          | Grand Prix Hassan II Casablanca, Marokko ATP World Series $ 203.000 - gravel - 32S/16D              | Tomás Carbonell Francisco Roig | Emanuel Couto João Cunha e Silva | 6-4, 6-1            | details |
| 31 maart 2 april  | Davis Cup (kwartfinale)                                                                             |                                |                                  |                     | details |

### April
| Week van | Toernooi                                                                                      | Winnaar(s)                          | Finalist(en)                      | Uitslag finale             | Details |
| -------- | --------------------------------------------------------------------------------------------- | ----------------------------------- | --------------------------------- | -------------------------- | ------- |
| 3 april  | South African Open Johannesburg, Zuid-Afrika ATP World Series $ 303.000 - hardcourt - 32S/16D | Martin Sinner                       | Guillaume Raoux                   | 6-1, 6-4                   | details |
| 3 april  | South African Open Johannesburg, Zuid-Afrika ATP World Series $ 303.000 - hardcourt - 32S/16D | Rodolphe Gilbert Guillaume Raoux    | Martin Sinner Joost Winnink       | 6-4, 3-6, 6-3              | details |
| 3 april  | Estoril Open Estoril, Portugal ATP World Series $ 550.000 - gravel - 32S/16D                  | Thomas Muster                       | Albert Costa                      | 6-4, 6-2                   | details |
| 3 april  | Estoril Open Estoril, Portugal ATP World Series $ 550.000 - gravel - 32S/16D                  | Jevgeni Kafelnikov Andrej Olchovski | Marc-Kevin Goellner Diego Nargiso | 5-7, 7-5, 6-2              | details |
| 10 april | Japan Open Tokio, Japan ATP Championship Series $ 935.000 - hardcourt - 56S/28D               | Jim Courier                         | Andre Agassi                      | 6-4, 6-3                   | details |
| 10 april | Japan Open Tokio, Japan ATP Championship Series $ 935.000 - hardcourt - 56S/28D               | Mark Knowles Jonathan Stark         | John Fitzgerald Anders Järryd     | 6-3, 3-6, 7-6              | details |
| 10 april | Torneo Godó Barcelona, Spanje ATP Championship Series $ 775.000 - gravel - 56S/28D            | Thomas Muster                       | Magnus Larsson                    | 6-2, 6-1, 6-4              | details |
| 10 april | Torneo Godó Barcelona, Spanje ATP Championship Series $ 775.000 - gravel - 56S/28D            | Trevor Kronemann David Macpherson   | Andrea Gaudenzi Goran Ivanišević  | 6-2, 6-4                   | details |
| 17 april | Hong Kong Open Hongkong, Hongkong ATP World Series $ 303.000 - hardcourt - 32S/16D            | Michael Chang                       | Jonas Björkman                    | 6-3, 6-1                   | details |
| 17 april | Hong Kong Open Hongkong, Hongkong ATP World Series $ 303.000 - hardcourt - 32S/16D            | Tommy Ho Mark Philippoussis         | John Fitzgerald Anders Järryd     | 6-1, 6-7, 7-6              | details |
| 17 april | Bermuda Open Paget, Bermuda ATP World Series $ 303.000 - gravel - 32S/16D                     | Mauricio Hadad                      | Javier Frana                      | 7-6(5), 3-6, 6-4           | details |
| 17 april | Bermuda Open Paget, Bermuda ATP World Series $ 303.000 - gravel - 32S/16D                     | Grant Connell Todd Martin           | Brett Steven Jason Stoltenberg    | 7-6, 2-6, 7-5              | details |
| 17 april | Philips Open Nice, Frankrijk ATP World Series $ 303.000 - gravel - 32S/16D                    | Marc Rosset                         | Jevgeni Kafelnikov                | 6-4, 6-0                   | details |
| 17 april | Philips Open Nice, Frankrijk ATP World Series $ 303.000 - gravel - 32S/16D                    | Cyril Suk Daniel Vacek              | Luke Jensen David Wheaton         | 3-6, 7-6, 7-6              | details |
| 24 april | Monte Carlo Masters Monte Carlo, Monaco ATP Super 9 $ 1.545.000 - gravel - 56S/28D            | Thomas Muster                       | Boris Becker                      | 4-6, 5-7, 6-1, 7-6(6), 6-0 | details |
| 24 april | Monte Carlo Masters Monte Carlo, Monaco ATP Super 9 $ 1.545.000 - gravel - 56S/28D            | Jacco Eltingh Paul Haarhuis         | Luis Lobo Javier Sánchez          | 6-3, 6-4                   | details |
| 24 april | Seoul Open Seoul, Zuid-Korea ATP World Series $ 203.000 - hardcourt - 32S/16D                 | Greg Rusedski                       | Lars Rehmann                      | 6-4, 3-1, opgave           | details |
| 24 april | Seoul Open Seoul, Zuid-Korea ATP World Series $ 203.000 - hardcourt - 32S/16D                 | Sébastien Lareau Jeff Tarango       | Joshua Eagle Andrew Florent       | 6-3, 6-2                   | details |

### Mei
| Week van      | Toernooi | Winnaar(s)                        | Finalist(en)                            | Uitslag finale        | Details |
| ------------- | --- | --------------------------------- | --------------------------------------- | --------------------- | ------- |
| 1 mei         | BMW Open München, Duitsland ATP World Series $ 400.000 - gravel - 32S/16D                                      | Wayne Ferreira                    | Michael Stich                           | 7-5, 7-6(6)           | details |
| 1 mei         | BMW Open München, Duitsland ATP World Series $ 400.000 - gravel - 32S/16D                                      | Trevor Kronemann David Macpherson | Luis Lobo Javier Sánchez                | 6-3, 6-4              | details |
| 1 mei         | Verizon Tennis Challenge Atlanta, Verenigde Staten ATP World Series $ 303.000 - gravel - 32S/16D               | Michael Chang                     | Andre Agassi                            | 6-2, 6-7(6), 6-4      | details |
| 1 mei         | Verizon Tennis Challenge Atlanta, Verenigde Staten ATP World Series $ 303.000 - gravel - 32S/16D               | Sergio Casal Emilio Sánchez       | Jared Palmer Richey Reneberg            | 6-7, 6-3, 7-6         | details |
| 8 mei         | German Open Hamburg, Duitsland ATP Super 9 $ 1.545.000 - gravel - 56S/28D                                      | Andrej Medvedev                   | Goran Ivanišević                        | 6-3, 6-2, 6-1         | details |
| 8 mei         | German Open Hamburg, Duitsland ATP Super 9 $ 1.545.000 - gravel - 56S/28D                                      | Wayne Ferreira Jevgeni Kafelnikov | Byron Black Andrej Olchovski            | 6–1, 7–6              | details |
| 8 mei         | U.S. Men's Clay Court Championships Pinehurst, Verenigde Staten ATP World Series $ 264.250 - gravel - 32S/16D  | Thomas Enqvist                    | Javier Frana                            | 6-3, 3-6, 6-3         | details |
| 8 mei         | U.S. Men's Clay Court Championships Pinehurst, Verenigde Staten ATP World Series $ 264.250 - gravel - 32S/16D  | Todd Woodbridge Mark Woodforde    | Alex O'Brien Sandon Stolle              | 6-2, 6-4              | details |
| 15 mei        | America's Red Clay Championships Coral Springs, Verenigde Staten ATP World Series $ 230.000 - gravel - 32S/16D | Todd Woodbridge                   | Greg Rusedski                           | 6-4, 6-2              | details |
| 15 mei        | America's Red Clay Championships Coral Springs, Verenigde Staten ATP World Series $ 230.000 - gravel - 32S/16D | Todd Woodbridge Mark Woodforde    | Sergio Casal Emilio Sánchez             | 6-3, 6-1              | details |
| 15 mei        | Internazionali d'Italia Rome, Italië ATP Super 9 $ 1.750.000 - gravel - 64S/32D                                | Thomas Muster                     | Sergi Bruguera                          | 3-6, 7-6(5), 6-2, 6-3 | details |
| 15 mei        | Internazionali d'Italia Rome, Italië ATP Super 9 $ 1.750.000 - gravel - 64S/32D                                | Cyril Suk Daniel Vacek            | Jan Apell Jonas Björkman                | 6-3, 6-4              | details |
| 22 mei        | Peugeot World Team Cup Düsseldorf, Duitsland ATP World Team Championship $ 1.550.000 - gravel - 8 teams (RR)   | Zweden                            | Kroatië                                 | 2-1                   | details |
| 22 mei        | Bologna Outdoor Bologna, Italië ATP World Series $ 303.000 - gravel - 32S/16D                                  | Marcelo Ríos                      | Marcelo Filippini                       | 6-2, 6-4              | details |
| 22 mei        | Bologna Outdoor Bologna, Italië ATP World Series $ 303.000 - gravel - 32S/16D                                  | Byron Black Jonathan Stark        | Libor Pimek Vincent Spadea              | 7-5, 6-3              | details |
| 29 mei 5 juni | Roland Garros Parijs, Frankrijk Grand Slam $ 4.941.266 - gravel 128S/128Q/64D/48X                              | Thomas Muster                     | Michael Chang                           | 7-5, 6-2, 6-4         | details |
| 29 mei 5 juni | Roland Garros Parijs, Frankrijk Grand Slam $ 4.941.266 - gravel 128S/128Q/64D/48X                              | Jacco Eltingh Paul Haarhuis       | Nicklas Kulti Magnus Larsson            | 6-7(3), 6-4, 6-1      | details |
| 29 mei 5 juni | Roland Garros Parijs, Frankrijk Grand Slam $ 4.941.266 - gravel 128S/128Q/64D/48X                              | Larisa Neiland Todd Woodbridge    | Jill Hetherington John-Laffnie de Jager | 7-6(8), 7-6(4)        | details |

### Juni
| Week van       | Toernooi                                                                                               | Winnaar(s)                         | Finalist(en)                        | Uitslag finale        | Details |
| -------------- | --- | ---------------------------------- | ----------------------------------- | --------------------- | ------- |
| 12 juni        | Stella Artois Championships Londen, Verenigd Koninkrijk ATP World Series $ 600.000 - gras - 56S/28D    | Pete Sampras                       | Guy Forget                          | 7-6(3), 7-6(6)        | details |
| 12 juni        | Stella Artois Championships Londen, Verenigd Koninkrijk ATP World Series $ 600.000 - gras - 56S/28D    | Todd Martin Pete Sampras           | Jan Apell Jonas Björkman            | 7-6, 6-4              | details |
| 12 juni        | Ordina Open Rosmalen, Nederland ATP World Series $ 303.000 - gras - 32S/16D                            | Karol Kučera                       | Anders Järryd                       | 7-6(7), 7-6(4)        | details |
| 12 juni        | Ordina Open Rosmalen, Nederland ATP World Series $ 303.000 - gras - 32S/16D                            | Richard Krajicek Jan Siemerink     | Hendrik Jan Davids Andrej Olchovski | 7-5, 6-3              | details |
| 12 juni        | Maia Open Porto, Portugal ATP World Series $ 303.000 - gravel - 32S/16D                                | Alberto Berasategui                | Carlos Costa                        | 3-6, 6-3, 6-4         | details |
| 12 juni        | Maia Open Porto, Portugal ATP World Series $ 303.000 - gravel - 32S/16D                                | Tomás Carbonell Francisco Roig     | Jordi Arrese Àlex Corretja          | 6-3, 7-6              | details |
| 19 juni        | Gerry Weber Open Halle, Duitsland ATP World Series $ 700.000 - gras - 32S/16D                          | Marc Rosset                        | Michael Stich                       | 3-6, 7-6(11), 7-6(8)  | details |
| 19 juni        | Gerry Weber Open Halle, Duitsland ATP World Series $ 700.000 - gras - 32S/16D                          | Jacco Eltingh Paul Haarhuis        | Jevgeni Kafelnikov Andrej Olchovski | 6-2, 3-6, 6-3         | details |
| 19 juni        | The Nottingham Open Nottingham, Verenigd Koninkrijk ATP World Series $ 303.000 - gras - 32S/16D        | Javier Frana                       | Todd Woodbridge                     | 7-6(4), 6-3           | details |
| 19 juni        | The Nottingham Open Nottingham, Verenigd Koninkrijk ATP World Series $ 303.000 - gras - 32S/16D        | Luke Jensen Murphy Jensen          | Patrick Galbraith Danie Visser      | 6-3, 5-7, 6-4         | details |
| 19 juni        | Hypo Group Tennis International Sankt Pölten, Oostenrijk ATP World Series $ 350.000 - gravel - 32S/16D | Thomas Muster                      | Bohdan Ulihrach                     | 6-3, 3-6, 6-1         | details |
| 19 juni        | Hypo Group Tennis International Sankt Pölten, Oostenrijk ATP World Series $ 350.000 - gravel - 32S/16D | Bill Behrens Matt Lucena           | Libor Pimek Byron Talbot            | 7-5, 6-4              | details |
| 26 juni 3 juli | Wimbledon Londen, Verenigd Koninkrijk Grand Slam £ 6.025.550 - gras 128S/128Q/64D/16Q/64X              | Pete Sampras                       | Boris Becker                        | 6-7(5), 6-2, 6-4, 6-2 | details |
| 26 juni 3 juli | Wimbledon Londen, Verenigd Koninkrijk Grand Slam £ 6.025.550 - gras 128S/128Q/64D/16Q/64X              | Todd Woodbridge Mark Woodforde     | Rick Leach Scott Melville           | 7-5, 7-6(8), 7-6(5)   | details |
| 26 juni 3 juli | Wimbledon Londen, Verenigd Koninkrijk Grand Slam £ 6.025.550 - gras 128S/128Q/64D/16Q/64X              | Jonathan Stark Martina Navrátilová | Cyril Suk Mary Joe Fernandez        | 6-4, 6-4              | details |

### Juli
| Week van | Toernooi | Winnaar(s)                          | Finalist(en)                 | Uitslag finale             | Details |
| -------- | --- | ----------------------------------- | ---------------------------- | -------------------------- | ------- |
| 10 juli  | Miller Lite Hall of Fame Tennis Championship Newport, Verenigde Staten ATP World Series $ 230.000 - gras - 32S/16D | David Prinosil                      | David Wheaton                | 7-6(3), 5-7, 6-2           | details |
| 10 juli  | Miller Lite Hall of Fame Tennis Championship Newport, Verenigde Staten ATP World Series $ 230.000 - gras - 32S/16D | Jörn Renzenbrink Markus Zoecke      | Paul Kilderry Nuno Marques   | 6-1, 6-2                   | details |
| 10 juli  | Swedish Open Båstad, Zweden ATP World Series $ 303.000 - gravel - 32S/16D                                          | Fernando Meligeni                   | Christian Ruud               | 6-4, 6-4                   | details |
| 10 juli  | Swedish Open Båstad, Zweden ATP World Series $ 303.000 - gravel - 32S/16D                                          | Jan Apell Jonas Björkman            | Jon Ireland Andrew Kratzmann | 6-3, 6-0                   | details |
| 10 juli  | Suisse Open Gstaad, Zwitserland ATP World Series $ 525.000 - gravel - 32S/16D                                      | Jevgeni Kafelnikov                  | Jakob Hlasek                 | 6-3, 6-4, 3-6, 6-3         | details |
| 10 juli  | Suisse Open Gstaad, Zwitserland ATP World Series $ 525.000 - gravel - 32S/16D                                      | Luis Lobo Javier Sánchez            | Arnaud Boetsch Marc Rosset   | 6-7, 7-6, 7-6              | details |
| 17 juli  | Mercedes Cup Stuttgart, Duitsland ATP Championship Series $ 915.000 - gravel - 48S/24D                             | Thomas Muster                       | Jan Apell                    | 6-2, 6-2                   | details |
| 17 juli  | Mercedes Cup Stuttgart, Duitsland ATP Championship Series $ 915.000 - gravel - 48S/24D                             | Tomás Carbonell Francisco Roig      | Ellis Ferreira Jan Siemerink | 3-6, 6-3, 6-4              | details |
| 17 juli  | Legg Mason Tennis Classic Washington, Verenigde Staten ATP Championship Series $ 550.000 - hardcourt - 56S/28D     | Andre Agassi                        | Stefan Edberg                | 6-4, 2-6, 7-5              | details |
| 17 juli  | Legg Mason Tennis Classic Washington, Verenigde Staten ATP Championship Series $ 550.000 - hardcourt - 56S/28D     | Olivier Delaître Jeff Tarango       | Petr Korda Cyril Suk         | 1-6, 6-3, 6-2              | details |
| 24 juli  | Dutch Open Amsterdam, Nederland ATP World Series $ 475.000 - gravel - 32S/16D                                      | Marcelo Ríos                        | Jan Siemerink                | 6-4, 7-5, 6-4              | details |
| 24 juli  | Dutch Open Amsterdam, Nederland ATP World Series $ 475.000 - gravel - 32S/16D                                      | Marcelo Ríos Sjeng Schalken         | Wayne Arthurs Neil Broad     | 7-6, 6-2                   | details |
| 24 juli  | Canadian Masters Montreal, Canada ATP Super 9 $ 1.545.000 - hardcourt - 56S/28D                                    | Andre Agassi                        | Pete Sampras                 | 3-6, 6-2, 6-3              | details |
| 24 juli  | Canadian Masters Montreal, Canada ATP Super 9 $ 1.545.000 - hardcourt - 56S/28D                                    | Jevgeni Kafelnikov Andrej Olchovski | Brian MacPhie Sandon Stolle  | 6-2, 6-2                   | details |
| 31 juli  | Austrian Open Kitzbühel, Oostenrijk ATP World Series $ 400.000 - gravel - 48S/24D                                  | Albert Costa                        | Thomas Muster                | 4-6, 6-4, 7-6(3), 2-6, 6-4 | details |
| 31 juli  | Austrian Open Kitzbühel, Oostenrijk ATP World Series $ 400.000 - gravel - 48S/24D                                  | Francisco Montana Greg Van Emburgh  | Jordi Arrese Wayne Arthurs   | 6-7, 6-3, 7-6              | details |
| 31 juli  | Countrywide Classic Los Angeles, Verenigde Staten ATP World Series $ 303.000 - hardcourt - 32S/16D                 | Michael Stich                       | Thomas Enqvist               | 6-7(7), 7-6(4), 6-2        | details |
| 31 juli  | Countrywide Classic Los Angeles, Verenigde Staten ATP World Series $ 303.000 - hardcourt - 32S/16D                 | Brent Haygarth Kent Kinnear         | Scott Davis Goran Ivanišević | 6-4, 7-6                   | details |
| 31 juli  | Paegas Czech Open Praag, Tsjechië ATP World Series $ 340.000 - gravel - 32S/16D                                    | Bohdan Ulihrach                     | Javier Sánchez               | 6-2, 6-2                   | details |
| 31 juli  | Paegas Czech Open Praag, Tsjechië ATP World Series $ 340.000 - gravel - 32S/16D                                    | Libor Pimek Byron Talbot            | Jiří Novák David Rikl        | 7-5, 1-6, 7-6              | details |

### Augustus
| Week van                | Toernooi | Winnaar(s)                     | Finalist(en)                   | Uitslag finale     | Details |
| ----------------------- | --- | ------------------------------ | ------------------------------ | ------------------ | ------- |
| 7 augustus              | Thriftway ATP Championships Cincinnati, Verenigde Staten ATP Super 9 $ 1.545.000 - hardcourt - 56S/28D         | Andre Agassi                   | Michael Chang                  | 7-5, 6-2           | details |
| 7 augustus              | Thriftway ATP Championships Cincinnati, Verenigde Staten ATP Super 9 $ 1.545.000 - hardcourt - 56S/28D         | Todd Woodbridge Mark Woodforde | Mark Knowles Daniel Nestor     | 6-2, 3-0, opgave   | details |
| 7 augustus              | Internazionali di Tennis di San Marino San Marino, San Marino ATP World Series $ 275.000 - gravel - 32S/16D    | Thomas Muster                  | Andrea Gaudenzi                | 6-2, 6-0           | details |
| 7 augustus              | Internazionali di Tennis di San Marino San Marino, San Marino ATP World Series $ 275.000 - gravel - 32S/16D    | Jordi Arrese Andrew Kratzmann  | Pablo Albano Federico Mordegan | 7-6, 3-6, 6-2      | details |
| 14 augustus             | RCA Championships Indianapolis, Verenigde Staten ATP Championship Series $ 915.000 - hardcourt - 56S/28Q/28D   | Thomas Enqvist                 | Bernd Karbacher                | 6-4, 6-3           | details |
| 14 augustus             | RCA Championships Indianapolis, Verenigde Staten ATP Championship Series $ 915.000 - hardcourt - 56S/28Q/28D   | Mark Knowles Daniel Nestor     | Scott Davis Todd Martin        | 6-4, 6-4           | details |
| 14 augustus             | Volvo International New Haven, Verenigde Staten ATP Championship Series $ 915.000 - hardcourt - 56S/28Q/28D/8Q | Andre Agassi                   | Richard Krajicek               | 3-6, 7-6(2), 6-3   | details |
| 14 augustus             | Volvo International New Haven, Verenigde Staten ATP Championship Series $ 915.000 - hardcourt - 56S/28Q/28D/8Q | Rick Leach Scott Melville      | Leander Paes Nicolas Pereira   | 7-6, 6-4           | details |
| 21 augustus             | Croatia Open Umag, Kroatië ATP World Series $ 375.000 - gravel - 32S/16D                                       | Thomas Muster                  | Carlos Costa                   | 3-6, 7-6(5), 6-4   | details |
| 21 augustus             | Croatia Open Umag, Kroatië ATP World Series $ 375.000 - gravel - 32S/16D                                       | Luis Lobo Javier Sánchez       | David Ekerot László Markovits  | 6-4, 6-0           | details |
| 21 augustus             | Waldbaum's Hamlet Cup Long Island, Verenigde Staten ATP World Series $ 303.000 - hardcourt - 32S/16D           | Jevgeni Kafelnikov             | Jan Siemerink                  | 7-6(0), 6-2        | details |
| 21 augustus             | Waldbaum's Hamlet Cup Long Island, Verenigde Staten ATP World Series $ 303.000 - hardcourt - 32S/16D           | Cyril Suk Daniel Vacek         | Rick Leach Scott Melville      | 5-7, 7-6, 7-6      | details |
| 28 augustus 4 september | US Open New York, Verenigde Staten Grand Slam $ 4.282.400 - hardcourt 128S/128Q/64D/16Q/32X                    | Pete Sampras                   | Andre Agassi                   | 6-4, 6-3, 4-6, 7-5 | details |
| 28 augustus 4 september | US Open New York, Verenigde Staten Grand Slam $ 4.282.400 - hardcourt 128S/128Q/64D/16Q/32X                    | Mark Woodforde Todd Woodbridge | Alex O'Brien Sandon Stolle     | 6-3, 6-3           | details |
| 28 augustus 4 september | US Open New York, Verenigde Staten Grand Slam $ 4.282.400 - hardcourt 128S/128Q/64D/16Q/32X                    | Meredith McGrath Matt Lucena   | Gigi Fernández Cyril Suk       | 6-4, 6-4           | details |

### September
| Week van                  | Toernooi                                                                                           | Winnaar(s)                    | Finalist(en)                      | Uitslag finale                | Details |
| ------------------------- | -------------------------------------------------------------------------------------------------- | ----------------------------- | --------------------------------- | ----------------------------- | ------- |
| 11 september              | Bogotá Open Bogota, Colombia ATP World Series $ 303.000 - gravel - 32S/16D                         | Nicolás Lapentti              | Miguel Tobon                      | 2-6, 6-1, 6-4                 | details |
| 11 september              | Bogotá Open Bogota, Colombia ATP World Series $ 303.000 - gravel - 32S/16D                         | Jiří Novák David Rikl         | Steve Campbell MaliVai Washington | 7-6, 6-2                      | details |
| 11 september              | Grand Prix Passing Shot Bordeaux, Frankrijk ATP World Series $ 375.000 - gravel - 32S/16D          | Yahiya Doumbia                | Jakob Hlasek                      | 6-4, 6-4                      | details |
| 11 september              | Grand Prix Passing Shot Bordeaux, Frankrijk ATP World Series $ 375.000 - gravel - 32S/16D          | Sasa Hirszon Goran Ivanišević | Henrik Holm Danny Sapsford        | 6-3, 6-4                      | details |
| 11 september              | Romanian Open Boekarest, Roemenië ATP World Series $ 1.350.000 - gravel - 32S/16D                  | Thomas Muster                 | Gilbert Schaller                  | 6-3, 6-4                      | details |
| 11 september              | Romanian Open Boekarest, Roemenië ATP World Series $ 1.350.000 - gravel - 32S/16D                  | Mark Keil Jeff Tarango        | Cyril Suk Daniel Vacek            | 6-4, 7-6                      | details |
| 22 september 24 september | Davis Cup (halve finale)                                                                           |                               |                                   |                               | details |
| 25 september              | Davidoff Swiss Indoors Bazel, Zwitserland ATP World Series $ 975.000 - tapijt (i) - 32S/16D        | Jim Courier                   | Jan Siemerink                     | 6-7(2), 7-6(5), 5-7, 6-2, 7-5 | details |
| 25 september              | Davidoff Swiss Indoors Bazel, Zwitserland ATP World Series $ 975.000 - tapijt (i) - 32S/16D        | Cyril Suk Daniel Vacek        | Mark Keil Peter Nyborg            | 3-6, 6-3, 6-3                 | details |
| 25 september              | Campionati Internazionali di Sicilia Palermo, Italië ATP World Series $ 303.000 - gravel - 32S/16D | Francisco Clavet              | Jordi Burillo                     | 6-7(2), 6-3, 7-6(1)           | details |
| 25 september              | Campionati Internazionali di Sicilia Palermo, Italië ATP World Series $ 303.000 - gravel - 32S/16D | Àlex Corretja Fabrice Santoro | Hendrik Jan Davids Piet Norval    | 6-7, 6-4, 6-3                 | details |

### Oktober
| Week van   | Toernooi                                                                                              | Winnaar(s)                           | Finalist(en)                         | Uitslag finale        | Details |
| ---------- | --- | ------------------------------------ | ------------------------------------ | --------------------- | ------- |
| 2 oktober  | Kuala Lumpur Open Kuala Lumpur, Maleisië ATP World Series $ 389.250 - tapijt (i)- 32S/16D             | Marcelo Ríos                         | Mark Philippoussis                   | 7-6(6), 6-2           | details |
| 2 oktober  | Kuala Lumpur Open Kuala Lumpur, Maleisië ATP World Series $ 389.250 - tapijt (i)- 32S/16D             | Patrick McEnroe Mark Philippoussis   | Grant Connell Patrick Galbraith      | 7-5, 6-4              | details |
| 2 oktober  | Grand Prix de Tennis de Toulouse Toulouse, Frankrijk ATP World Series $ 375.000 - tapijt (i)- 32S/16D | Arnaud Boetsch                       | Jim Courier                          | 6-4, 6-7(5), 6-0      | details |
| 2 oktober  | Grand Prix de Tennis de Toulouse Toulouse, Frankrijk ATP World Series $ 375.000 - tapijt (i)- 32S/16D | Jonas Björkman John-Laffnie de Jager | Dave Randall Greg Van Emburgh        | 7-6, 7-6              | details |
| 2 oktober  | Open de Tenis Comunidad Valenciana Valencia, Spanje ATP World Series $ 203.000 - gravel - 32S/16D     | Sjeng Schalken                       | Gilbert Schaller                     | 6-4, 6-2              | details |
| 2 oktober  | Open de Tenis Comunidad Valenciana Valencia, Spanje ATP World Series $ 203.000 - gravel - 32S/16D     | Tomás Carbonell Francisco Roig       | Tom Kempers Jack Waite               | 7-5, 6-3              | details |
| 9 oktober  | Seiko World Super Tennis Tokio, Japan ATP Championship Series $ 895.000 - tapijt (i) 48S/24D          | Michael Chang                        | Mark Philippoussis                   | 6-3, 6-4              | details |
| 9 oktober  | Seiko World Super Tennis Tokio, Japan ATP Championship Series $ 895.000 - tapijt (i) 48S/24D          | Jacco Eltingh Paul Haarhuis          | Jakob Hlasek Patrick McEnroe         | 7-6, 6-4              | details |
| 9 oktober  | Tel Aviv Open Tel Aviv, Israël ATP World Series $ 250.000 - hardcourt - 32S/16D                       | Ján Krošlák                          | Javier Sánchez                       | 6-3, 6-4              | details |
| 9 oktober  | Tel Aviv Open Tel Aviv, Israël ATP World Series $ 250.000 - hardcourt - 32S/16D                       | Jim Grabb Jared Palmer               | Kent Kinnear David Wheaton           | 6-4, 7-5              | details |
| 9 oktober  | IPB Czech Indoor Ostrava, Tsjechië ATP World Series $ 375.000 - tapijt (i)- 32S/16D                   | Wayne Ferreira                       | MaliVai Washington                   | 3-6, 6-4, 6-3         | details |
| 9 oktober  | IPB Czech Indoor Ostrava, Tsjechië ATP World Series $ 375.000 - tapijt (i)- 32S/16D                   | Jonas Björkman Javier Frana          | Guy Forget Patrick Rafter            | 6-7, 6-4, 7-6         | details |
| 16 oktober | Grand Prix de Tennis de Lyon Lyon, Frankrijk ATP World Series $ 575.000 - tapijt (i)- 32S/16D         | Wayne Ferreira                       | Pete Sampras                         | 7-6(2), 5-7, 6-3      | details |
| 16 oktober | Grand Prix de Tennis de Lyon Lyon, Frankrijk ATP World Series $ 575.000 - tapijt (i)- 32S/16D         | Jakob Hlasek Jevgeni Kafelnikov      | John-Laffnie de Jager Wayne Ferreira | 6-3, 6-3              | details |
| 16 oktober | CA Tennis Trophy Wenen, Oostenrijk ATP World Series $ 465.000 - tapijt (i) - 32S/16D                  | Filip Dewulf                         | Thomas Muster                        | 7-5, 6-2, 1-6, 7-5    | details |
| 16 oktober | CA Tennis Trophy Wenen, Oostenrijk ATP World Series $ 465.000 - tapijt (i) - 32S/16D                  | Ellis Ferreira Jan Siemerink         | Todd Woodbridge Mark Woodforde       | 6-4, 7-5              | details |
| 16 oktober | China Open Peking, China ATP World Series $ 303.000 - tapijt (i) - 32S/16D                            | Michael Chang                        | Renzo Furlan                         | 7-5, 6-3              | details |
| 16 oktober | China Open Peking, China ATP World Series $ 303.000 - tapijt (i) - 32S/16D                            | Tommy Ho Sébastien Lareau            | Dick Norman Fernon Wibier            | 7-6, 7-6              | details |
| 23 oktober | Eurocard Open Essen, Duitsland ATP Super 9 $ 1.844.000 - hardcourt (i) - 48S/24D                      | Thomas Muster                        | MaliVai Washington                   | 7-6(6), 2-6, 6-3, 6-4 | details |
| 23 oktober | Eurocard Open Essen, Duitsland ATP Super 9 $ 1.844.000 - hardcourt (i) - 48S/24D                      | Jacco Eltingh Paul Haarhuis          | Cyril Suk Daniel Vacek               | 7-5, 6-4              | details |
| 23 oktober | Movistar Open Santiago, Chili ATP World Series $ 203.750 - gravel - 32S/16D                           | Ctislav Doseděl                      | Marcelo Ríos                         | 7-6(3), 6-3           | details |
| 23 oktober | Movistar Open Santiago, Chili ATP World Series $ 203.750 - gravel - 32S/16D                           | Jiří Novák David Rikl                | Shelby Cannon Francisco Montana      | 6-4, 4-6, 6-1         | details |
| 30 oktober | Paris Open Parijs, Frankrijk ATP Super 9 $ 2.000.000 - tapijt (i) - 48S/24D                           | Pete Sampras                         | Boris Becker                         | 7-6(5), 6-4, 6-4      | details |
| 30 oktober | Paris Open Parijs, Frankrijk ATP Super 9 $ 2.000.000 - tapijt (i) - 48S/24D                           | Grant Connell Patrick Galbraith      | Jim Grabb Todd Martin                | 6-2, 6-2              | details |
| 30 oktober | ATP Montevideo Montevideo, Uruguay ATP World Series $ 203.000 - gravel - 32S/16D                      | Bohdan Ulihrach                      | Alberto Berasategui                  | 6-2, 6-3              | details |
| 30 oktober | ATP Montevideo Montevideo, Uruguay ATP World Series $ 203.000 - gravel - 32S/16D                      | Sergio Casal Emilio Sánchez          | Jiří Novák David Rikl                | 2-6, 7-6, 7-6         | details |

### November
| Week van    | Toernooi | Winnaar(s)                          | Finalist(en)                    | Uitslag finale      | Details |
| ----------- | --- | ----------------------------------- | ------------------------------- | ------------------- | ------- |
| 6 november  | Topper South American Open Buenos Aires, Argentinië ATP World Series $ 303.000 - gravel - 32S/16D             | Carlos Moyá                         | Félix Mantilla                  | 6-0, 6-3            | details |
| 6 november  | Topper South American Open Buenos Aires, Argentinië ATP World Series $ 303.000 - gravel - 32S/16D             | Vincent Spadea Christo van Rensburg | Jiří Novák David Rikl           | 6-3, 6-3            | details |
| 6 november  | Kremlin Cup Moskou, Rusland ATP World Series $ 1.125.000 - tapijt (i) - 32S/16D                               | Carl-Uwe Steeb                      | Daniel Vacek                    | 7-6(5), 3-6, 7-6(6) | details |
| 6 november  | Kremlin Cup Moskou, Rusland ATP World Series $ 1.125.000 - tapijt (i) - 32S/16D                               | Byron Black Jared Palmer            | Tommy Ho Brett Steven           | 6-4, 3-6, 6-3       | details |
| 6 november  | Scania Stockholm Open Stockholm, Zweden ATP World Series $ 800.000 - hardcourt (i) - 32S/16D                  | Thomas Enqvist                      | Arnaud Boetsch                  | 7-5, 6-4            | details |
| 6 november  | Scania Stockholm Open Stockholm, Zweden ATP World Series $ 800.000 - hardcourt (i) - 32S/16D                  | Jacco Eltingh Paul Haarhuis         | Grant Connell Patrick Galbraith | 3-6, 6-2, 7-6       | details |
| 13 november | ATP Tour World Championships Hannover, Duitsland Tennis Masters Cup $3.000.000 tapijt (i) - 8S (RR)           | Boris Becker                        | Michael Chang                   | 7-6(3), 6-0, 7-6(5) | details |
| 21 november | ATP Tour World Doubles Championships Eindhoven, Nederland Tennis Masters Cup $ 1.105.000 tapijt (i) - 8D (RR) | Grant Connell Patrick Galbraith     | Jacco Eltingh Paul Haarhuis     | 7-6, 7-6, 3-6, 7-6  | details |

### December
| Week van              | Toernooi                                                         | Winnaar(s)       | Finalist(en)  | Uitslag finale   | Details       |
| --------------------- | ---------------------------------------------------------------- | ---------------- | ------------- | ---------------- | ------------- |
| 1 december 3 december | Davis Cup (finale)                                               | Verenigde Staten | Rusland       | 3-2              | details       |
| 4 december            | Grand Slam Cup München, Duitsland $ 6.000.000 - tapijt (i) - 16S | Goran Ivanišević | Todd Martin   | 7-6(4), 6-3, 6-4 | details       |
| 11 december           | geen toernooi                                                    | geen toernooi    | geen toernooi | geen toernooi    | geen toernooi |
| 18 december           | geen toernooi                                                    | geen toernooi    | geen toernooi | geen toernooi    | geen toernooi |
| 25 december           | geen toernooi                                                    | geen toernooi    | geen toernooi | geen toernooi    | geen toernooi |

## Statistieken toernooien

### Toernooien per ondergrond
| Ondergrond   | Aantal | Buiten/binnen | Aantal |
| ------------ | ------ | ------------- | ------ |
| Hardcourt    | 29     | Buiten        | 23     |
| Hardcourt    | 29     | Binnen        | 6      |
| Gravel       | 34     | Buiten        | 34     |
| Gravel       | 34     | Binnen        | 0      |
| Tapijt       | 18     | Binnen        | 18     |
| Gras         | 6      | Buiten        | 6      |
| Verschillend | 1      | Verschillend  | 1      |
| Totaal       | 88     |               |        |

### Best of five finales enkelspel
| Categorie               | Aantal |
| ----------------------- | ------ |
| Grand Slams             | 4/4    |
| Tennis Masters Cup      | 1/1    |
| ATP Super 9             | 6/9    |
| ATP Championship Series | 2/11   |
| ATP World Series        | 5/58   |
| World Team Cup          | 0/1    |
| ITF evenementen         | 2/3    |
| Totaal                  | 20/87  |